# Bergbehangersbij
De bergbehangersbij (Megachile alpicola) is een vliesvleugelig insect uit de familie Megachilidae. De wetenschappelijke naam van de soort is voor het eerst geldig gepubliceerd in 1924 door Alfken.
De bergbehangersbij heeft de status bedreigd op de Nederlandse Rode Lijst.